# Zygophylax brevitheca
Zygophylax brevitheca är en nässeldjursart som beskrevs av Jäderholm 1919. Zygophylax brevitheca ingår i släktet Zygophylax och familjen Lafoeidae. Inga underarter finns listade i Catalogue of Life.